# بانک سرمایه‌گذاری اروپا
بانک سرمایه‌گذاری اروپا (به انگلیسی: European Investment Bank؛ یا به‌طور مخفف EIB) یک موسسه مالی بین‌المللی عمومی است که سهامداران آن کشورهای عضو اتحادیه اروپا هستند. این بانک در سال ۱۹۸۵ طی مفاد توافقنامه رم به عنوان «بانک سیاست‌محور» به‌کارگیرندهٔ عملیات مالی برای پیشبرد اهداف سیاست اتحادیه اروپا، همچون ادغام اروپا و همبستگی اجتماعی، بنیان‌گذاری شد
کشورهای عضو اهداف گسترده سیاست‌های بانک را تعیین و بر نهادهای تصمیم‌گیرنده بانک، هیئت رئیسه و هیئت مدیره آن، نظارت می‌کنند. این بانک بزرگترین مؤسسه بین‌المللی وام‌دهندهٔ جهانی است.